# Prêmio Ramon Margalef de Ecologia
O Prêmio Ramon Margalef de Ecologia (em inglês:  Ramon Margalef Prize in Ecology, em catalão:  Premi Ramon Margalef d'Ecologia) é um prêmio concedido anualmente em reconhecimento a uma carreira científica excepcional ou descoberta no campo da ecologia ou outra ciência ambiental. O prêmio foi em honra à vida do Ramon Margalef (1919-2004), um dos pais fundadores da moderna ecologia e um dos mais distintos cientistas da Espanha do século XX. O prêmio é concedido desde 2004, dotado com um honorário de € 80.000 e uma escultura representando uma microalga, denominada Picarola margalefii. O prêmio é concedido pela Generalidade da Catalunha.

## Recipientes
- 2005 Paul K. Dayton[1]
- 2006 John Lawton[2]
- 2007 Harold Mooney[3]
- 2008 Daniel Pauly[4]
- 2009 Paul Ralph Ehrlich[5]
- 2010 Simon Asher Levin[6]
- 2011 Juan Carlos Castilla[7]
- 2012 Daniel Simberloff[8]
- 2013 Sallie Chisholm[9]
- 2014 David Tilman[10]

## Margalef Prize Lectures
- Levin S.A. 2011. Evolution the ecosystem level: On the evolution of ecosystem patterns. Contributions to Science 7: 11-16.
- Castilla J.C. 2012. Conservation and social-ecological systems in the 21st century of the Anthropocene era. Contributions to Science 8: 11-21.
- Simberloff D. 2013. Biological invasions: Much progress plus several controversies. Contributions to Science 9: 7-16.